# 新金瓶梅 (电影系列)
《新金瓶梅》，1995年上映的台湾與香港合拍情色電影，导演谭铭，主演單立文、杨思敏、叶仙儿、蔡美优、顾冠忠、林国印。改编自明朝兰陵笑笑生《金瓶梅》，並得200萬港元票房數入。

## 剧情

### 第一集
北宋。潘金莲相貌美艳，曾是地主家的丫鬟，后被地主强奸，因遭到地主老婆捉奸在床，被惩罚，嫁给了当地最醜的男人武大郎，武大郎身材矮小，房事能力差，不能满足潘金莲的性欲。西门庆在王婆家掀起帘子偷看潘金莲洗澡，心动不已，决计要把潘金莲弄到手。武大郎的弟弟武松在阳谷县景阳冈打死老虎之后，被知县任命为都头，当他回家之后，潘金莲见其相貌英俊，身材挺拔，心生爱慕，常常用言语举止挑逗他，武松耿直暴烈，没有理睬他，离家而去，潘金莲便愈加爱慕这个顶天立地的汉子。王婆得知西门庆的心意后，以潘金莲学习针织女工的名义提供给西门庆和潘金莲房间通奸，卖梨子的郓哥发觉之后，告诉了武大郎。武大郎去捉奸，被西门庆踢翻，卧病在床。潘金莲本欲買傷藥醫治武大郎，卻被西门庆所騙，誤用西門慶所抓之毒藥毒死了武大郎。武松回家之后，看到哥哥冤死，决计找西门庆报仇雪恨。武松从来没有见过西门庆，他挟持王婆叫王婆指认西门庆，西門慶卻故意找他人保管潘金蓮之鞋，使武松誤認，結果那人被武松打死，武松也因此被逮捕刺字发配。王婆把这个消息告诉了潘金莲，潘金莲为了拯救武松，嫁给西门庆做妾，排名第五。潘金莲入门之后，西门庆的正室吴月娘赐予她丫鬟春梅，潘金莲备受西门庆妻妾的欺负，她挂紅练打算上吊，被西门庆阻止。

### 第二集
西门庆的女婿陈经济携带家眷来投靠他，正室吴月娘说他们犯了事，不应该收留他们，免得被牵连，西门庆则打算收留他们，因为他们带来了财产。西门庆和花子虚、应伯爵等到妓院丽春院喝花酒，顺便找他们帮忙解决女婿犯罪的案子，花子虚喝得酩酊大醉，被西门庆搀扶着送回家，他在花子虚家见到了花子虚妻子李瓶儿，趁机勾搭李瓶儿，李瓶儿见西门庆人物风流，没有阻止他的侵犯。西门庆回家之后，到潘金莲房中去睡觉，只见丫鬟春梅在整理房间，他叫春梅整理床铺，趁机就强奸了春梅。春梅磨刀欲杀西門慶，被潘金莲阻止，劝导她活着来报仇雪恨。西门庆又和花子虚、应伯爵一起在丽春院喝酒，三人还结拜为兄弟，西门庆请客把他们二人留在丽春院，自己则骑着马到了花子虚家，和李瓶儿通奸，花子虚惧内，怕李瓶儿骂他，匆匆忙忙赶回家，却看到妻子李瓶儿和西门庆在床上做爱，花子虚打算和西门庆打架，被李瓶儿用花瓶砸晕，花子虚醒来之后，李瓶儿撒泼，花子虚只得认输。次日春梅為潘金蓮至膳房取餐，卻因故被孙雪娥及其他丫鬟毒打了一顿。武松发配到沧州之后，寄给潘金莲书信一封，潘金莲看过书信之后，该书信被四娘孙雪娥偷看，到西门庆面前告状，西门庆打了潘金莲一顿，并且带领孙雪娥一起去寻找证据，结果没有找到。孙雪娥理亏被西门庆轰走，潘金莲趁机撒娇，叫西门庆去看望被打伤的丫鬟春梅，春梅在西门庆面前告恶状，说了许多四娘孙雪娥的坏话。西门庆听说之后，盛怒，到膳房找四娘孙雪娥痛打她一顿，棍棒都打断了，孙雪娥被打趴重伤在地，欲起身卻打翻了油罐，灶裡的柴火恰巧掉在她身上引發大火，把她烧死了。一日，潘金莲在阳台上小睡，做噩梦惊醒了，西门庆的女婿陈经济这时候告诉她是他暗中帮她把信收起来了，叫她晚上到柴房去取，并且在柴房以书信要挟和潘金莲通奸，潘金莲回房后，告诉春梅自己被陈经济强奸。西门庆和结义兄弟花子虚、应伯爵一起在丽春院喝酒，再次请客，自己则一个人溜去花子虚家和李瓶儿通奸，花子虚、应伯爵一起悄悄地回到家，把两人捉奸在床，但是应伯爵临时倒戈，站在西门庆那边，西门庆则和花子虚翻了脸，花子虚夜晚去报官，在衙门口被西门庆的小厮打伤，西门庆回家告诉了正室吴月娘。花子虚挨打重病，几天之后就死了。一天晚上，陈经济溜进潘金莲的房子，支走丫鬟春梅，想再次侵犯潘金莲時，春梅突然出现，挑逗陈经济，春梅一面色誘陳經濟，一面性虐待他。

### 第三集
春梅性虐待陈经济後，回房告訴潘金蓮，陈经济之所以性能力强，是因为喝一种壮阳的酒，但是那种酒喝多了损伤身体，春梅从他那要了好几瓶，打算给西门庆喝，和潘金莲说这招是[软刀杀硬汉]。李瓶儿因为丈夫花子虚去世独守空房病倒了，医生蒋竹山来医治他，指出她得是心病，两人心有灵犀，迅速结婚了，西门庆知道消息之后，派舞狮子的小厮去捣鬼，把蒋竹山绊倒困在鞭炮里，毁了容、爆瞎了眼，当晚，西门庆溜进蒋竹山家，花言巧语取得李瓶儿欢心，第二天又娶了李瓶儿，但是当晚西门庆并没有和李瓶儿同房，而是在丽春院风流快活，他叫来蒋竹山，叫蒋竹山去李瓶儿房间后院唱歌，李瓶儿听到之后出来查看，蒋竹山劝说李瓶儿离开是非之地，李瓶儿不听劝并且殴打了蒋竹山一顿，蒋竹山被春梅救起。李瓶儿回房之后投井自杀，被小厮救起。蒋竹山为了报复西门庆，送给春梅一瓶壮阳酒和退火汤，喝完前者再喝后者，使人从火堆里掉入冰窟里，叫她伺机下给西门庆喝，害死西门庆。潘金莲叫情夫陈经济打听和帮忙解决武松的事情，在西门庆出外办事的晚上，陈经济下药麻醉妻子，和潘金莲、春梅通奸，但是他们的行为被小厮琴儿偷看到了，琴儿借机敲诈陈经济，提出条件要和潘金莲上床否则告诉西门庆。西门庆出差到了汴梁，一天晚上在妓院风月楼和朋友喝酒，喝醉之后去上厕所，和太尉高俅的儿子高衙内打斗了起来。高衙内回去之后带人来捉西门庆，西门庆早就溜走了。一日，二娘李娇儿在院子里看到琴儿自慰喊五娘潘金莲的名字，李娇儿把这事告诉了西门庆其他妻妾，众妻妾把琴儿叫过来严刑逼问，他们为了整死潘金莲，把琴儿带到西门庆面前告状。西门庆召集众妻妾、琴儿、春梅一起当面查此事，琴儿一口咬定是二娘李娇儿叫他嫁祸五娘潘金莲，这时候陈经济走进来，也站在潘金莲这边说话，西门庆打了李娇儿一顿，把琴儿关了起来。事情完了之后，春梅把蒋竹山给她的壮阳酒倒给西门庆喝，西门庆喝了之后，性欲旺盛，和春梅、潘金莲性交起来。晚上，春梅偷偷给琴儿去送饭，被李娇儿秘密地跟踪，在门外叫“来人”，潘金莲在她身后一棍打晕了她，三人合伙把李娇儿打死，丢入了井里。春梅、潘金莲放走了琴儿，把二娘李娇儿的一支钗子丢在柴房，使得西门庆误以为是李娇儿和琴儿一起逃走了。潘金莲凑齐银两交给陈经济，叫陈经济去沧州救武松。

### 第四集
西门庆召集众妻妾到大堂议事，宣布李瓶儿怀孕了。西门庆带着李瓶儿去寺庙上香，被太尉高俅儿子高衙内打伤。琴儿被官府抓到送回来了，西门庆把他吊起来打，最后被西门庆撞死在大堂的柱子上。在陈经济看望武松时，武松在沧州的工地上逃走了。西门庆由于喝了壮阳酒加上房事过多，身体日益衰弱，他找医生来看病，女医生正是蒋竹山的妹妹蒋慧莲，蒋慧莲琢磨暗中下毒药害西门庆。一日，陈经济从沧州回来到潘金莲那复命，趁机想要和潘金莲行房，这时西门庆敲门，春梅假意装作被陈经济污辱，西门庆看后只是骂了他就罢了事。蒋慧莲去给西门庆看病，西门庆趁机强奸了蒋慧莲，而蒋慧莲抓破他背上的皮，涂上了毒药，蒋慧莲也被西门庆抓破皮，交叉感染了病毒。几日后，西门庆病情发作，找医生来看病，但是医生也没法解毒。数日后，李瓶儿生了一名男婴，西门庆大摆筵席，趁着他们都去招呼客人的时候，蒋竹山抱走了西门庆的儿子，并且摔死了男婴，西门庆一气之下，打死了蒋竹山，但是从此得了病像只病猫。

### 第五集
死了孩子的李瓶儿得了失心疯，在街上乱跑，最后淹死於河中。西门庆的正室吴月娘为了争夺家产和她哥哥吴二舅联手，给西门庆喝了金枪不倒药，與之交欢后西门庆暴斃，奄奄一息，此時卻被春梅撞见了。为了杀人灭口，吴二舅前去杀害春梅，春梅於是要求他在杀了自己前和她性交，吳事后给春梅银子並將之放走。春梅最後嫁给了一名达官贵人。西门府举行丧事，正室吴月娘和吴二舅將西门庆活活烧死。一天晚上，陈经济带着潘金莲逃走，结果被吴月娘的哥哥乱棍打死，而潘金莲則被他们卖入妓院。武松无意间撞見潘金莲，並將其救出，但潘金莲苦於自己不堪的过去，企圖割腕自杀……

## 演出
| 演员   | 角色   | 备注 |
| 單立文 | 西门庆 | |
| 杨思敏 | 潘金莲 | |
| 葉仙兒 | 李瓶儿 | 原本是大名府梁中书的妾，李逵火烧翠云楼时，她逃出，嫁给花子虚，花子虚死后，招赘蒋竹山，后赶走蒋竹山，嫁给西门庆，育有一子官哥儿。 性格温和娴雅，但是性欲旺盛。 孩子被蒋竹山摔死后得失心疯掉入河中淹死。 |
| 蔡美优 | 庞春梅 | 原本是庞员外的四侄女，因黄河大水洗刷了家中房屋，被卖与吴月娘做丫鬟，后为潘金莲的丫鬟。 为人聪慧美艳，性格风流，擅长交际。 嫁给达官贵人。                                                               |
| 顾冠忠 | 武松   | |
| 林国印 | 武大郎 | |
| 曾亚君 | 王婆   | |
| 黄仲裕 | 陈经济 | 西门庆的女婿，和潘金莲通奸，后被吴二舅乱棍打死。 |
| 赵慧   | 吴月娘 | 她是清河左卫吴千户的女儿，是大家闺秀，是西门庆续娶的正房妻子，育有一子西门孝哥。 相貌面若银盆，眼睛如杏子，举止稳重，持重寡言。 西门庆死后，几经浮沉，后来任府上小厮玳安做义子继承家业。               |
| 鲍悦君 | 李娇儿 | 原本是阳谷县的一名妓女，被西门庆娶做二房妾。 身材肥胖，额尖鼻小，性技巧平平 被潘金莲、春梅、琴儿打死后丢入井里。                                                                                       |
| 陈萍   | 孟玉楼 | 原本是布贩子杨宗锡的妻子，丈夫死后由王婆做媒再嫁西门庆做第三房妾。 为人温和谨慎，擅长掩饰情感。 西门庆去世后，嫁给了知县儿子李拱璧。                                                                   |
| 林映君 | 孙雪娥 | 原本是西门庆元配妻子陈氏的陪床丫头，因美艳被纳为第四房妾。 丫鬟出身，为人勤劳，掌管府上伙食。 被西门庆打伤之后，打翻油罐，火星溅在身上烧死了。                                                         |
| 唐川   | 吴二舅 | 大娘吴月娘的二哥。 |
| 尤国栋 | 蒋竹山 | 花子虚死后，李瓶儿招赘的丈夫，是一名医生，因为摔死西门庆儿子后從牆下躍下自殺而死，死後更被西门庆虐待。                                                                                                 |
| 林美侖 | 蒋慧莲 | 蒋竹山的妹妹，用肉体作美人计在西门庆身上下毒，交叉感染而死。 |
| 金十二 | 应伯爵 | 号“南坡”，行二，人称“应二爷”。 和西门庆、花子虚是结义兄弟，擅长阿谀奉承，西门庆死后，和西门庆的结义兄弟们迫害西门家。                                                                                  |
| 张誉耀 | 花子虚 | 内务府总管花太监的侄儿，西门庆的结义兄弟，妻子李瓶儿。 为人沉迷酒色，迷恋青楼，包养妓女。 因西门庆和李瓶儿通奸去告官被西门庆的小厮打伤病死。                                                           |
| 吕嘉兴 | 琴儿   | 西门庆府邸的小厮，暗恋潘金莲，被西门庆撞死在大堂柱子上。 |
| 祝嘉正 | 管家   | 和大娘吴月娘通奸。 |
| 黄宗宽 | 高衙内 | |
| 许文锐 | 李外传 | |
| 郑钧升 | 刘唐   | 赤髮鬼。 |
| 虞金宝 | 李逵   | 黑旋风。 |
| 李家珍 | 老鸨   | 丽春院的老板娘。 |
| 阮晓燕 | 孙二娘 | 母夜叉。 |
| 陆一龙 | 宋江   | 及时雨。 |

## 制作方
- 制作助理：朱玲慧、王永怡
- 场记：王宝芸
- 美术指导：纪尚莲
- 灯光执导：林水炳
- 造型指导：吴宝玲
- 梳妆师：尤宜珍
- 化妆师：屠挹芬
- 服装师：张金琴
- 剪接：黄正祥
- 翻译：张文静
- 道具：王永宏
- 场务：李文中
- 对白：徐健春
- 音乐：屠裕龙
- 效果：高平

## 原著差异
- 原著中四娘孙雪娥的结局是：她捲款與来旺私奔，后几经浮沉，自缢身亡；在该剧中的结局則是於厨房被西门庆殴打后，再讓火烧死。

- 原著中花子虚的结局是：争夺家族遗产诉讼失败被活活气死；在该剧中的结局則是上县衙告状时，被西门庆的小厮打伤后病死。

- 原著中李娇儿的结局是：在西门庆去世后，捲款潛逃；在该剧中的下場則是被潘金莲、春梅、琴儿打死後，丢入井里。

- 原著中李瓶儿的结局是：於生子后得病、加上潘金莲的嫉恨和打击，最後病死；在该剧中的结局則是在孩子被蒋竹山摔死后，得了失心疯，最後更掉入河中淹死。

- 原著中庞春梅的结局是：由于性欲旺盛，过度性交，於29岁时與19岁姘夫小周义性交时暴斃；在该剧中的结局則是嫁给了某达官贵人。

## 花絮
该剧中潘金莲由“亚洲第一美胸”之称的杨思敏出演，而她出演的潘金莲形象是代表命运悲惨的女性潘金莲。
单立文从《潘金莲之前世今生》开始，陆续在《金瓶风月》、《少女潘金莲》、电视剧《恨锁金瓶》、《新金瓶梅》中都出演“西门庆”。